# Rutherfordton
Rutherfordton es un pueblo ubicado en el condado de Rutherford en el estado estadounidense de Carolina del Norte. La sede del condado es condado de Rutherford. La localidad en el año 2000, tenía una población de 4.131 habitantes en una superficie de 10,8 km², con una densidad poblacional de 289,5 personas por km².

## Geografía
Rutherfordton se encuentra ubicado en las coordenadas 35°21′59″N 81°57′32″O / 35.36639, -81.95889. Según la Oficina del Censo, la localidad tiene un área total de 10,8 km² (4,2 mi²), de la cual 10,8 km² (4,2 mi²) es tierra y 0 km² (0 mi²) (0.0%) es agua.

### Localidades adyacentes
El siguiente diagrama muestra a las localidades en un radio de 12 kilómetros (7,5 mi) de Rutherfordton.

## Demografía
En el 2000 la renta per cápita promedia del hogar era de $37.941, y el ingreso promedio para una familia era de $47.381. El ingreso per cápita para la localidad era de $21.742. En 2000 los hombres tenían un ingreso per cápita de $34.592 contra $23.371 para las mujeres. Alrededor del 10.80% de la población estaba bajo el umbral de pobreza nacional.